# Mémorial Carlos Torre

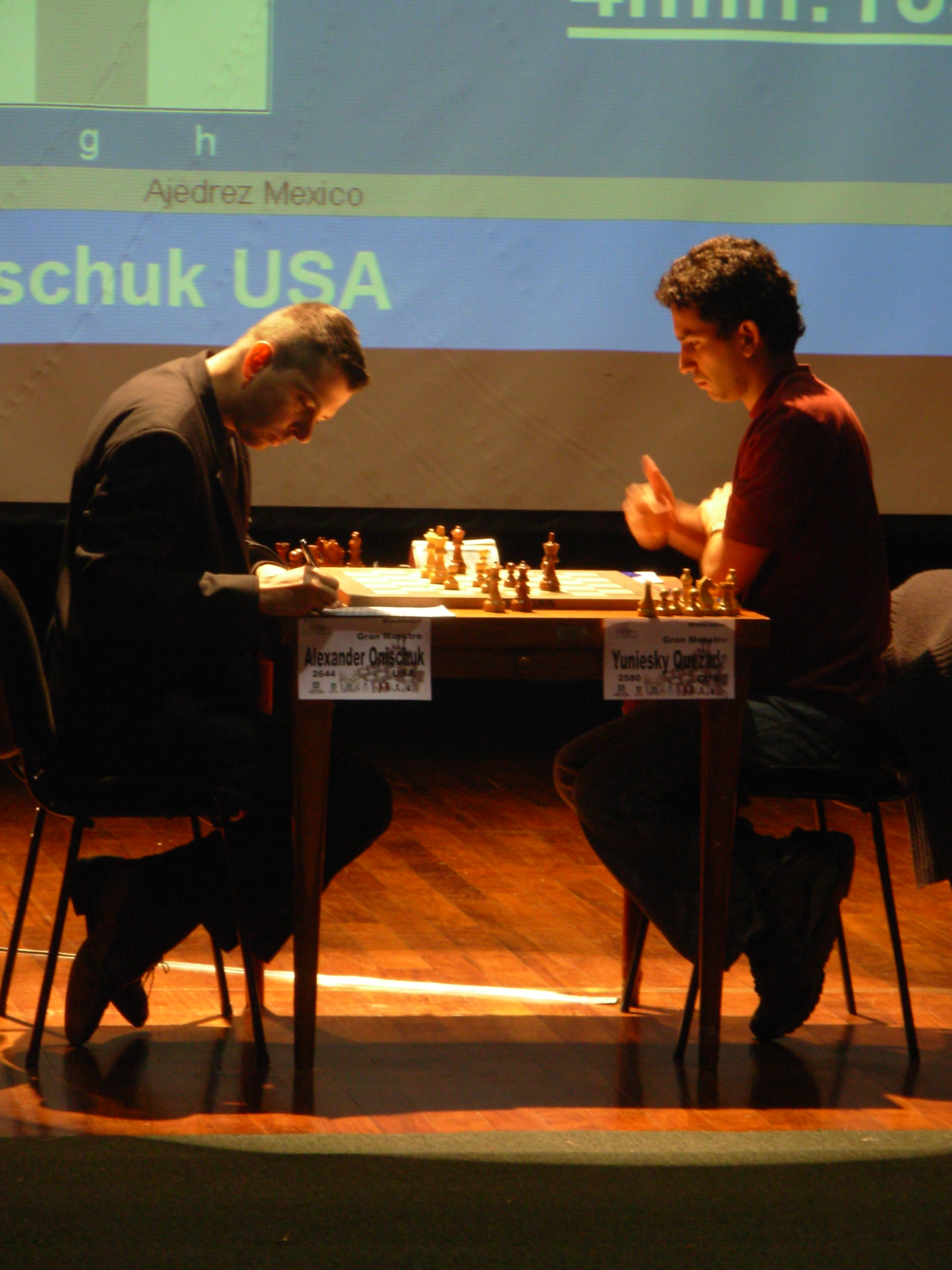
Finale du tournoi de Mérida en 2008, Alexander Onischuk - Yuniesky Quezada Pérez.

Le Mémorial Torre est un tournoi d'échecs annuel disputé, habituellement en décembre, à Mérida au Mexique à la mémoire de Carlos Torre (1905-1978). 
La première édition a eu lieu en 1987 et le tournoi a progressivement gagné en prestige au fil des ans.

## Multiples vainqueurs
5 victoires
- Lázaro Bruzón (en 2005, 2013, 2014, 2015 et 2016)

3 victoires
- Marcel Sisniega Campbell (en 1989, 1990 et 1991)
- Gilberto Hernández (en 1992, 1993 et 1995)
- Vassili Ivantchouk (en 2004, 2006 et 2007)

2 victoires
- Roberto Martín del Campo (en 1987 et 1996)
- Valeri Filippov (en 2000 et 2002)
- Emilio Córdova (en 2009 et 2017)
- Carlos Daniel Albornoz Cabrera (en 2018 et 2019)

## Palmarès
| Éd. | Année | Vainqueur                      | ex æquo ou finaliste                                                                  |
| --- | ----- | ------------------------------ | ------------------------------------------------------------------------------------- |
| 1   | 1987  | Roberto Martín del Campo       |                                                                                       |
| 2   | 1989  | Marcel Sisniega Campbell       |                                                                                       |
| 3   | 1990  | Marcel Sisniega Campbell       |                                                                                       |
| 4   | 1991  | Marcel Sisniega Campbell       |                                                                                       |
| 5   | 1992  | Gilberto Hernández             |                                                                                       |
| 6   | 1993  | Gilberto Hernández             |                                                                                       |
| 7   | 1994  | Gildardo García                |                                                                                       |
| 8   | 1995  | Gilberto Hernández             |                                                                                       |
| 9   | 1996  | Roberto Martín del Campo       |                                                                                       |
| 10  | 1997  | Jesus Nogueiras                | Roberto Calderin                                                                      |
| 11  | 1998  | Larry Christiansen             |                                                                                       |
| 12  | 1999  | Tony Miles                     | Gilberto Hernandez Reynaldo Vera Francisco Vallejo Pons                               |
| 13  | 2000  | Valeri Filippov                |                                                                                       |
| 14  | 2001  | Leinier Domínguez              | bat Juan Carlos González Zamora en finale et Alexander Wojtkiewicz en demi-finale.    |
| 15  | 2002  | Valeri Filippov                | bat Vadim Milov en finale                                                             |
| 16  | 2003  | Yuniesky Quezada               | bat Valeri Fillippov en finale.                                                       |
| 17  | 2004  | Vassili Ivantchouk             | bat Alexander Graf en finale et Yuniesky Quezada en demi-finale.                      |
| 18  | 2005  | Lázaro Bruzón                  | bat Michal Krasenkow en finale.                                                       |
| 19  | 2006  | Vassili Ivantchouk             | bat L. Bruzon en finale                                                               |
| 20  | 2007  | Vassili Ivantchouk             | bat Pentala Harikrishna en finale.                                                    |
| 21  | 2008  | Alexander Onischuk             | bat Yuniesky Quezada en finale.                                                       |
| 22  | 2009  | Emilio Córdova                 |                                                                                       |
| 23  | 2011  | Fidel Corrales Jiménez         |                                                                                       |
| 24  | 2012  | Aryam Abreu Delgado            | Luis Ibarra, Diasmany Otero                                                           |
| 25  | 2013  | Lázaro Bruzón                  | Emilio Cordova, Juan Obregon Elier Miranda, Luis Torres                               |
| 26  | 2014  | Lázaro Bruzón                  |                                                                                       |
| 27  | 2015  | Lázaro Bruzón                  | Jorge Cori Yusnel Bacallao Alonso Yuniesky Quezada                                    |
| 28  | 2016  | Lázaro Bruzón                  |                                                                                       |
| 29  | 2017  | Emilio Córdova                 |                                                                                       |
| 30  | 2018  | Carlos Daniel Albornoz Cabrera | Leylis Stanley Martinez Duany (Cuba) Youri Gonzalez Vidal (Cuba) Evgueni Chtembouliak |
| 31  | 2019  | Carlos Daniel Albornoz Cabrera | Luis Fernando Ibarra Cham (Mexique)                                                   |